# Rastislav Pavlikovský
Rastislav Pavlikovský, född den 2 mars 1977 i Ilava i Tjeckoslovakien, är en slovakisk före detta professionell ishockeyspelare. Under sin proffskarriär representerade Pavlikovský över 20 olika klubbar. Undantaget en kort sejour till OHL med Sault Ste. Marie Greyhounds, spelade han endast för HC Dukla Trenčín i slovakiska Extraliga fram till 1997. Under denna period vann han två slovakiska guld med klubben. 1998 draftades han i den nionde rundan som 246:e spelare totalt av Ottawa Senators. Efter några säsonger i Nordamerika, där Pavlikovský representerade Las Vegas Thunder, Utah Grizzlies, Cincinnati Cyclones och Grand Rapids Griffins i IHL, samt Cincinnati Mighty Ducks, Philadelphia Phantoms i AHL, återvände han till Europa.
Efter en kort period i finska Jokerit, skrev Pavlikovský på för HV71 i Elitserien, innan han återvände till Nordamerika inför säsongen 2002/03. Han tillbringade säsongen med Houston Aeros i AHL och vann Calder Cup med laget. Efter detta tillbringade Pavlikovský resten av karriären i Europa. De tre efterföljande säsongerna spelade han i Elitserien för tre olika klubbar: Leksands IF, Mora IK och Modo Hockey. Sedan spelade han två säsonger för ZSC Lions i Nationalliga A, där han 2008 blev schweizisk mästare. Pavlikovský gjorde sedan endast två kompletta säsonger i en och samma klubb: 2008/09 spelade han för HK Sibir Novosibirsk i KHL och säsongen 2010/11 spelade han för AIK i Elitserien. I slutdelen av karriären representerade han också, under korta perioder, HC Benzina Litvinov i Tjeckien, Örebro HK och Linköping HC i Sverige, samt KalPa i FM-ligan.
Pavlikovský har representerat Slovakien vid fyra VM-turneringar och vann guld vid VM i Sverige 2002. Han har också medverkat vid ett OS – 2002 i Salt Lake City. Hans bror Richard Pavlikovský var också en framgångsrik ishockeyspelare.

## Karriär

### Klubblag
Pavlikovský påbörjade sin seniorkarriär med moderklubben HC Dukla Trenčín i Extraliga säsongen 1993/94 då han på tre matcher noterades för en assistpoäng. Samma säsong vann klubben slovakiskt guld. Följande säsong spelade han än fler matcher för laget i Extraliga och fick också chansen att spela för laget i slutspelet, där han på sex matcher stod för ett mål och en assist. Säsongen 1995/96 påbörjade Pavlikovský med Sault Ste. Marie Greyhounds i OHL. Han spelade 13 matcher för laget innan han återvände tillbaka till Dukla Trenčín i Extraliga. Säsongen 1996/97 gjorde han 23 poäng på 42 matcher i Extraliga och var med att vinna guld med klubben. Därefter spelade han endast tre matcher för laget 1997/98 innan han åter lämnade för spel i Nordamerika. Den större delen av säsongen tillbringade Pavlikovský med Utah Grizzlies i IHL. Han spelade också en match för seriekonkurrenten Las Vegas Thunder.
Vid NHL Entry Draft 2008 valdes Pavlikovský av Ottawa Senators i den sjunde rundan som 246:e spelare totalt. Han tillbringade de två nästkommande säsongerna både i IHL och AHL, där han representerade fyra olika klubbar: Cincinnati Cyclones, Cincinnati Mighty Ducks, Philadelphia Phantoms och Grand Rapids Griffins. Säsongen 2000/01 inledde Pavlikovský först med att spela en match för Griffins i AHL, sedan sju matcher för finska Jokerit i Liiga, för att sedan avsluta säsongen med HV71 i Elitserien. Han spelade sin första Elitseriematch den 2 december 2000 mot Modo Hockey och stod samtidigt för sin första ligapoäng genom en assist. Senare samma månad, den 26 december, gjorde han sitt första mål i Elitserien då han öppnade målskyttet i en 4–3-förlust mot Färjestad BK.
Efter ytterligare en säsong med HV71, skrev han den 3 juni 2002 ett avtal med NHL-klubben Minnesota Wild. Pavlikovský lyckades dock inte slå sig in i Wilds NHL-trupp och blev således nedflyttad till farmarklubben Houston Aeros i AHL. Under vad som kom att bli hans sista säsong i Nordamerika, stod Pavlikovský för 27 poäng på 44 grundseriematcher för Aeros. Laget slog sedan, i tur och ordning, ut Milwaukee Admirals, Norfolk Admirals, Grand Rapids Griffins och Hamilton Bulldogs innan man stod som Calder Cup-mästare. På 23 slutspelsmatcher stod Pavlikovský för 13 poäng (tre mål, tio assist).
Den 15 oktober 2003 skrev Pavlikovský ett ettårsavtal med Leksands IF i Elitserien. Leksand slutade sist i serien och i Kvalserien till Elitserien i ishockey 2004 degraderades laget till Hockeyallsvenskan. Den 24 september 2004 blev Pavlikovský klar för sin tredje klubb i Elitserien, Mora IK. Den 4 december 2004 gjorde han ett hat trick då Mora besegrade Linköping HC med 4–6. Mora missade sedan SM-slutspelet på målskillnad. Pavlikovský gjorde sin poängmässigt främsta säsong i Elitserien och blev trea i lagets interna poängliga med 34 poäng på 38 matcher (12 mål, 22 assist).
I slutet av augusti 2005 skrev Modo Hockey ett ettårsavtal med Pavlikovský, hans tredje Elitserieklubb på lika många säsonger. Pavlikovský vann Modos interna poäng- (32) och assistliga (22) i grundserien. I det efterföljande SM-slutspelet slogs Modo ut av Färjestad BK med 4–1 i kvartsfinalserien. Pavlikovský lämnade Sverige inför säsongen 2006/07 då han i juni 2006 skrev ett tvåårsavtal med den schweiziska klubben ZSC Lions i Nationalliga A. Under sin andra säsong i klubben var han skadedrabbad och spelade endast 23 grundseriematcher. Samma säsong vann klubben schweiziskt guld. Inför säsongen 2008/09 skrev Pavlikovský på för HK Sibir Novosibirsk i den då nybildade ligan KHL. Han spelade sin första match den 3 september 2008, mot HK Dynamo Moskva. Den 13 november samma år gjorde han sitt första mål i ligan, på John Grahame, i en 4–1-seger mot Avangard Omsk. Laget missade sedan slutspelet och på 46 grundseriematcher noterades Pavlikovský för 17 poäng.
Efter att ha stått utan kontrakt i början av säsongen 2009/10, skrev han i november 2009 ett korttidsavtal med HC Benzina Litvinov. Han spelade två matcher för laget innan han i december samma år lämnade klubben för spel med Örebro HK i Hockeyallsvenskan. I oktober 2010 skrev Pavlikovský på för sin sjätte klubb i Sverige, AIK. Efter en säsong med AIK stod Pavlikovský åter kontraktslös när nästa säsong påbörjats. I november 2011 meddelades det att han återvänt till Mora IK då han skrivit ett korttidskontrakt över elva matcher med klubben. På dessa elva matcher stod han för lika många poäng (fyra mål, sju assist). Han valde dock att inte förlänga avtalet när kontraktet löpt ut, utan återvände istället till AIK. När säsongen tog slut för AIK i början av april 2012, dröjde det ända till januari 2013 innan Pavlikovský skrev på för en ny klubb. Han anslöt till Linköping HC, med vilka han spelade totalt 20 matcher. Säsongen 2013/14 inledde Pavlikovský med moderklubben HC Dukla Trenčín, där han på 16 matcher stod för 17 poäng. Han avslutade sedan säsongen, och karriären med spel med KalPa i Finland. Säsongen 2016/17 gjorde han en kort comeback då han spelade för HK Dubnica i den slovakiska tredjeligan. På 11 matcher gjorde han 18 poäng. Han spelade dessutom en match för HK Dukla Trencin.

### Landslag

#### Ungdoms- och juniorlandslag
Pavlikovský blev uttagen att spela JEM 1994 för Slovakien. Laget spelade vid denna tidpunkt i division C och ställdes där mot mindre etablerade ishockeynationer såsom Estland, Litauen och Nederländerna. Efter första gruppspelsrundan hade Slovakien vunnit samtliga matcher och hade en målskillnad på 98-8. Man vann även det följande gruppspelet, vilket innebar att man avancerat till division B till kommande säsong. Pavlikovský blev trea i lagets interna poängliga med 19 poäng på sex matcher (åtta mål, elva assist). Pavlikovský spelade JEM även nästa år, denna gång i division B. Slovakien gick obesegrade även denna turnering och vann samtliga matcher med relativt stora siffror (mot Ungern vann man med 19-0). Därmed hade man avancerat till JEM:s toppdivision. På fem matcher stod han för åtta mål och åtta assist för 16 gjorda poäng, och slutade tvåa i den totala poängligan. Tillsammans med landsmannen Marián Cisár och Polens Rafal Selega vann han turneringens skytteliga.
1995 blev Pavlikovský uttagen att representera Slovakien vid JVM, som avgjordes i Frankrike. Slovakien spelade detta år i division B. Laget föll mot Schweiz och Italien, men vann övriga matcher och blev därmed klara för JVM i toppdivision, till nästa år. På sju spelade matcher noterades Pavlikovský för ett mål och en assistpoäng. 1997, då JVM avgjordes i Schweiz, var Pavlikovský åter med i Slovakien trupp. Efter att ha tagit sig vidare från gruppspelsrundan slogs laget ut av Kanada i kvartsfinal med 7–2. Laget föll sedan i en placeringsmatch mot Finland och slutade därför sexa i turneringen. Med nio gjorda poäng (på sex matcher) vann Pavlikovský lagets interna poängliga, och hamnade på fjärde plats i den totala poängligan. Han vann, tillsammans med landsmannen Ľubomír Vaic, turneringens assistliga med sju assister.

#### A-landslaget
Pavlikovský gjorde debut i A-landslaget under Deutschland Cup den 9 november 2001. Därefter blev han uttagen att representera Slovakien under OS i Salt Lake City 2002. I den tredje gruppspelsmatchen, den 12 februari 2002, gjorde han sitt första A-landslagsmål, på Reinhard Divis, i en 2–3-förlust mot Österrike. Slovakien var utslagna efter det första gruppspelet. Man vann den efterföljande placeringsmatchen mot Frankrike (7–1) och slutade på 13:e plats i turneringen.
Senare samma år spelade Pavlikovský sitt första VM, som avgjordes i Sverige. Slovakien tog sig förbi båda gruppspelsrundorna, efter endast en förlust (1–3 mot Finland). Efter att ha slagit ut Kanada och Sverige i kvarts-, respektive semifinal, ställdes Slovakien mot Ryssland i finalen. Ryssland kvitterade Slovakiens ledning med mindre än sex minuter kvar av matchen, men Slovakien lyckades avgöra genom Peter Bondra med 1:40 kvar att spela. Slovakien säkrade därmed sitt första VM-guld. På nio matcher stod Pavlikovský för sex poäng (två mål, fyra assist). Han spelade sitt andra VM 2004 i Tjeckien. Slovakien vann båda sina grupper och slog sedan ut Schweiz i kvartsfinal. Därefter föll man mot Kanada med 2–1 i semifinalen. I bronsmatchen, mot USA, stod det 0–0 efter full tid och matchen avgjordes till slut till USA:s fördel efter straffläggning. På nio matcher noterades Pavlikovský för ett mål och en assistpoäng.
Vid VM i Lettland 2006 spelade Pavlikovský sin tredje turnering. Slovakien tog sig vidare till den andra gruppspelsrundan tack vare en 6–0-seger mot Kazakstan. Som sista lag tog man sig sedan vidare till slutspel, där man i kvartsfinal slogs ut av Kanada med 4–1. Med sju poäng på nio matcher gjorde Pavlikovský sin poängmässigt bästa VM-turnering och var tillsammans med Marián Hossa lagets poängmässigt främsta spelare. Pavlikovský spelade sitt sista världsmästerskap 2009 i Schweiz. Slovakien missade slutspelet för andra året i följd, bland annat efter en 8–0-förlust mot Tjeckien, och slutade på tionde plats i turneringen. Pavlikovský spelade fyra matcher och förblev poänglös.

## Statistik

### Klubblag
| 1993–94           | HC Dukla Trenčín            | Extraliga         | 3   | 0  | 1   | 1   | 0   | —  | — | —  | —  | —  |
| 1994–95           | HC Dukla Trenčín            | Extraliga         | 14  | 0  | 7   | 7   | 4   | 6  | 1 | 1  | 2  | 0  |
| 1995–96           | Sault Ste. Marie Greyhounds | OHL               | 13  | 0  | 3   | 3   | 8   | —  | — | —  | —  | —  |
| 1995–96           | HC Dukla Trenčín            | Extraliga         | 22  | 5  | 2   | 7   | 24  | —  | — | —  | —  | —  |
| 1995–96           | HC Dukla Trenčín II         | 1HL               | 7   | 2  | 5   | 7   | 4   | —  | — | —  | —  | —  |
| 1996–97           | HC Dukla Trenčín            | Extraliga         | 42  | 10 | 13  | 23  | 44  | —  | — | —  | —  | —  |
| 1997–98           | HC Dukla Trenčín            | Extraliga         | 3   | 2  | 1   | 3   | 0   | —  | — | —  | —  | —  |
| 1997–98           | Las Vegas Thunder           | IHL               | 1   | 0  | 0   | 0   | 0   | —  | — | —  | —  | —  |
| 1997–98           | Utah Grizzlies              | IHL               | 74  | 17 | 29  | 46  | 54  | 2  | 0 | 0  | 0  | 6  |
| 1998–99           | Cincinnati Mighty Ducks     | AHL               | 36  | 12 | 23  | 35  | 59  | 2  | 0 | 1  | 1  | 4  |
| 1998–99           | Cincinnati Cyclones         | IHL               | 31  | 4  | 12  | 16  | 28  | —  | — | —  | —  | —  |
| 1999–00           | Cincinnati Mighty Ducks     | AHL               | 17  | 3  | 5   | 8   | 10  | —  | — | —  | —  | —  |
| 1999–00           | Philadelphia Phantoms       | AHL               | 12  | 4  | 7   | 11  | 8   | —  | — | —  | —  | —  |
| 1999–00           | Grand Rapids Griffins       | IHL               | 15  | 0  | 5   | 5   | 24  | —  | — | —  | —  | —  |
| 2000–01           | Grand Rapids Griffins       | IHL               | 1   | 0  | 0   | 0   | 0   | —  | — | —  | —  | —  |
| 2000–01           | Jokerit                     | Liiga             | 7   | 0  | 1   | 1   | 0   | —  | — | —  | —  | —  |
| 2000–01           | HV71                        | Elitserien        | 23  | 6  | 8   | 14  | 93  | —  | — | —  | —  | —  |
| 2001–02           | HV71                        | Elitserien        | 46  | 14 | 16  | 30  | 102 | 8  | 2 | 2  | 4  | 6  |
| 2002–03           | Houston Aeros               | AHL               | 44  | 14 | 13  | 27  | 47  | 13 | 3 | 10 | 13 | 18 |
| 2003–04           | Leksands IF                 | Elitserien        | 34  | 7  | 14  | 21  | 57  | 10 | 1 | 3  | 4  | 6  |
| 2004–05           | Mora IK                     | Elitserien        | 38  | 12 | 22  | 34  | 44  | —  | — | —  | —  | —  |
| 2005–06           | Modo Hockey                 | Elitserien        | 48  | 10 | 22  | 32  | 42  | 5  | 1 | 1  | 2  | 14 |
| 2006–07           | ZSC Lions                   | NLA               | 43  | 9  | 26  | 35  | 52  | 7  | 1 | 2  | 3  | 8  |
| 2007–08           | ZSC Lions                   | NLA               | 23  | 6  | 9   | 15  | 16  | —  | — | —  | —  | —  |
| 2008–09           | HK Sibir Novosibirsk        | KHL               | 46  | 5  | 12  | 17  | 56  | —  | — | —  | —  | —  |
| 2009–10           | HC Benzina Litvinov         | Extraliga         | 2   | 0  | 0   | 0   | 4   | —  | — | —  | —  | —  |
| 2009–10           | Örebro HK                   | HA                | 23  | 6  | 11  | 17  | 14  | —  | — | —  | —  | —  |
| 2010–11           | AIK                         | Elitserien        | 44  | 6  | 14  | 20  | 18  | 8  | 1 | 3  | 4  | 10 |
| 2011–12           | Mora IK                     | HA                | 11  | 4  | 7   | 11  | 2   | —  | — | —  | —  | —  |
| 2011–12           | AIK                         | Elitserien        | 24  | 2  | 5   | 7   | 24  | 5  | 0 | 1  | 1  | 6  |
| 2012–13           | Linköping HC                | Elitserien        | 10  | 1  | 1   | 2   | 2   | 10 | 0 | 1  | 1  | 2  |
| 2013–14           | HC Dukla Trenčín            | Extraliga         | 16  | 3  | 14  | 17  | 24  | —  | — | —  | —  | —  |
| 2013–14           | KalPa                       | Liiga             | 15  | 0  | 2   | 2   | 8   | —  | — | —  | —  | —  |
| 2016–17           | HK Dubnica                  | 3HL               | 11  | 3  | 15  | 18  | 12  | —  | — | —  | —  | —  |
| 2016–17           | HC Dukla Trenčín            | Extraliga         | —   | —  | —   | —   | —   | 1  | 0 | 0  | 0  | 0  |
| Elitserien totalt | Elitserien totalt           | Elitserien totalt | 267 | 58 | 102 | 160 | 382 | 46 | 5 | 11 | 16 | 44 |
| AHL totalt        | AHL totalt                  | AHL totalt        | 109 | 33 | 48  | 81  | 124 | 25 | 3 | 11 | 14 | 22 |

### Internationellt
| År            | Lag           | Turnering     | Matcher | Mål | Assists | Poäng | Utv. |
| ------------- | ------------- | ------------- | ------- | --- | ------- | ----- | ---- |
| 1994          | Slovakien     | JEM C         | 6       | 8   | 11      | 19    | 6    |
| 1995          | Slovakien     | JVM B         | 7       | 1   | 1       | 2     | 4    |
| 1995          | Slovakien     | JEM B         | 5       | 8   | 8       | 16    | 18   |
| 1997          | Slovakien     | JVM           | 6       | 2   | 7       | 9     | 6    |
| 2002          | Slovakien     | OS            | 4       | 2   | 3       | 5     | 6    |
| 2002          | Slovakien     | VM            | 9       | 2   | 4       | 6     | 14   |
| 2004          | Slovakien     | VM            | 9       | 1   | 1       | 2     | 6    |
| 2006          | Slovakien     | VM            | 7       | 1   | 6       | 7     | 4    |
| 2009          | Slovakien     | VM            | 4       | 0   | 0       | 0     | 0    |
| Junior totalt | Junior totalt | Junior totalt | 24      | 19  | 27      | 46    | 34   |
| Senior totalt | Senior totalt | Senior totalt | 33      | 6   | 14      | 20    | 30   |